# Estrada nacional 42 (Suécia)

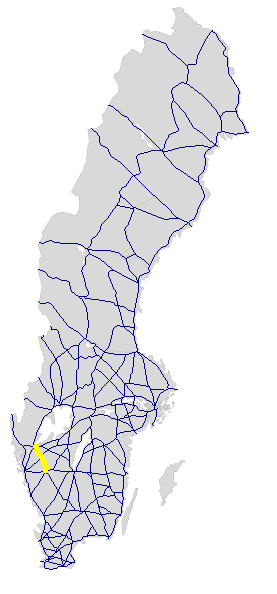

A Estrada nacional 42 – em sueco Riksväg 42 ou Rv 42 - é uma estrada nacional sueca com uma extensão de 99 km.
É também conhecida como a Diagonal da Bergslag (Bergslagsdiagonalen).
Atravessa a Västergötland, ligando Borås a Trollhättan.
Passa por Fristad e Vårgårda.